# Aulacia
Aulacia es un género de coleóptero de la familia Chrysomelidae.

## Especies
Las especies de este género son:
- Aulacia fulva Medvedev, 2004
- Aulacia laeta Medvedev, 2004
- Aulacia riedeli Medvedev, 2004